# Museo Gustave Moreau
Il Museo Gustave Moreau (Musée Gustave Moreau) è un museo parigino interamente dedicato al precursore del Simbolismo francese, Gustave Moreau.

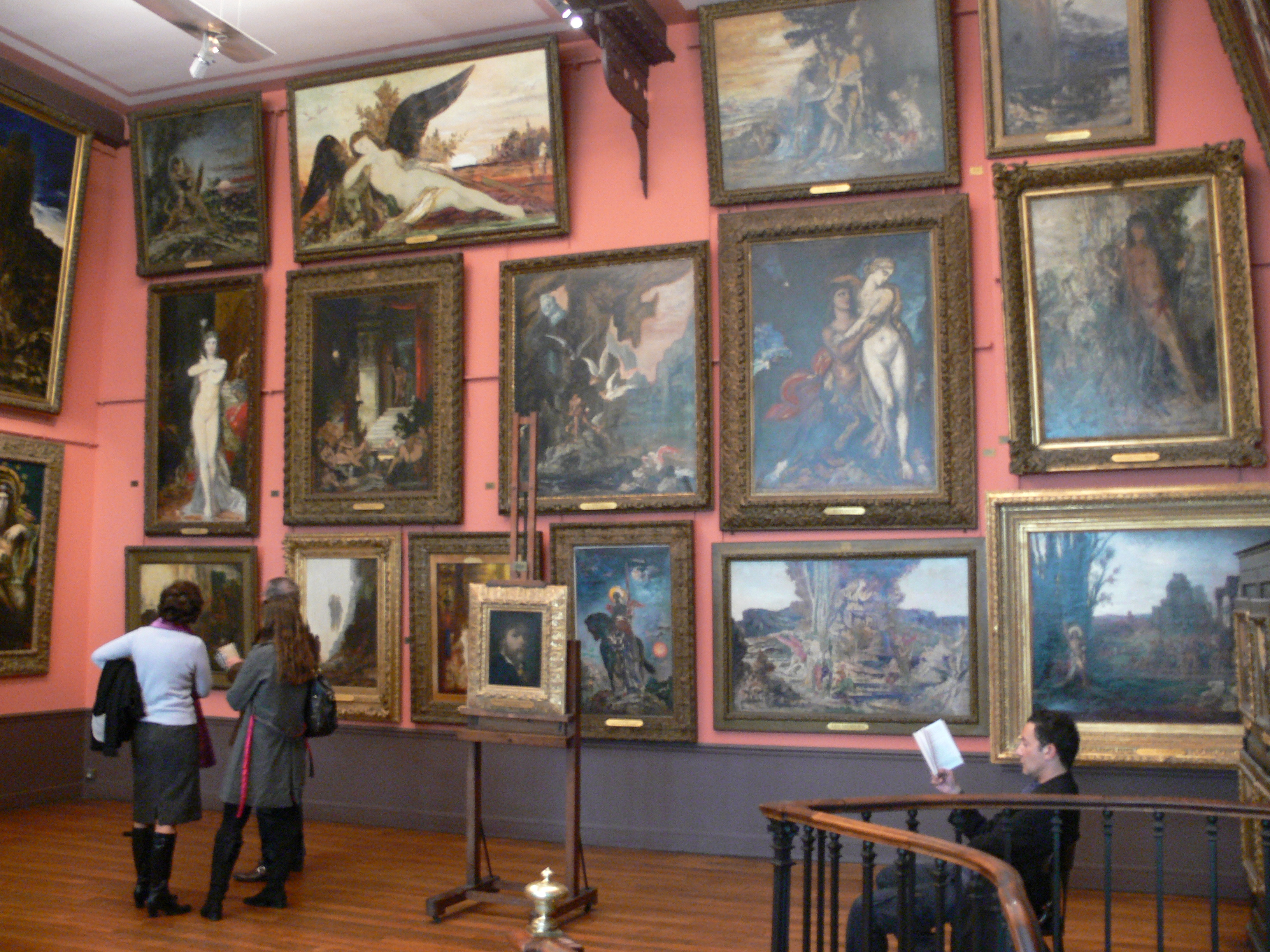
Una sala del museo

Predisposto dallo stesso artista, esso occupa la casa, ubicata in Rue de la Rochefoucauld, che Gustave Moreau abitò per quasi cinquant'anni e custodisce più di 14000 opere dell'artista fra tele, opere incompiute, acquerelli e schizzi. Fra le opere di maggior rilievo L'apparizione, Gli unicorni, Giove e Semele.
La decisione di creare un museo dedicato al proprio lavoro avrebbe avuto origine nel 1862 da una riflessione che possiamo ritrovare nella raccolta degli scritti: "Ce soir 24 décembre 1862. Je pense à ma mort et au sort de mes pauvres petits travaux et de toutes ces compositions que je prends la peine de réunir. Séparées, elles périssent ; prises ensemble, elles donnent un peu l'idée de ce que j'étais comme artiste et du milieu dans lequel je me plaisais à rêver". Pensieroso riguardo alla sorte del suo lavoro e assalito dal timore che dopo la sua morte la multiforme congerie della sua produzione venisse smembrata, avrebbe difatti concepito una istituzione museale che tutelasse il suo mondo.
Migliaia, fra opere grafiche e pittoriche su carta sono esposte su pannelli mobili; lo stesso Moreau ha progettato una struttura rotante per l'esposizione degli acquerelli. Gustave Moreau muore il 18 aprile 1898. Lo Stato francese ne ha accettato il lascito nel 1902. Il museo ha aperto le porte al pubblico 14 gennaio 1903. Georges Rouault, allievo prediletto dell'artista, ne è divenuto il primo curatore fino alle sue dimissioni nel 1922. Il museo è gestito dal 2002 da Marie-Cécile Forest.